# كأس تونس للكرة الطائرة للرجال 1958–59
كأس تونس للكرة الطائرة للرجال 1959-1958 هو الموسم رقم 3 من كأس تونس للكرة الطائرة للرجال.

فاز بهذا الموسم النجم الرياضي بحلق الوادي.

## روابط خارجية
- الموقع الرسمي للجامعة التونسية للكرة الطائرة.